# Epigloea soleiformis
Epigloea soleiformis är en lavart som beskrevs av Döbbeler. Epigloea soleiformis ingår i släktet Epigloea och familjen Epigloeaceae.  Arten är reproducerande i Sverige. Inga underarter finns listade i Catalogue of Life.